# Europejski Korpus Astronautów
Europejski Korpus Astronautów (ang. European Astronaut Corps) – jednostka Europejskiej Agencji Kosmicznej (ESA), która wybiera i szkoli astronautów. Uczestniczą oni w amerykańskich i rosyjskich misjach kosmicznych, w szczególności pełnią służbę na Międzynarodowej Stacji Kosmicznej (ISS). Europejski Korpus Astronautów ma swoją siedzibę w Europejskim Centrum Astronautów w Kolonii w Niemczech. Astronauci mogą być przydzielani do różnych projektów zarówno w Europie (np. w ESTEC), jak i gdzie indziej na świecie, w NASA Johnson Space Center w USA czy Gwiezdnym Miasteczku w Rosji.

## Aktualni członkowie
Obecnie Europejski Korpus Astronautów ma siedmioro aktywnych członków.
| Płeć, imię i nazwisko   | Państwo         | Nabór | Czas w kosmosie | Misje                                                                       |
| ----------------------- | --------------- | ----- | --------------- | --------------------------------------------------------------------------- |
| Samantha Cristoforetti  | Włochy          | 2009  | 370d 5h 45m     | Sojuz TMA-15M (Ekspedycja 42/43), SpaceX Crew-4 (Ekspedycja 67/68)          |
| Alexander Gerst         | Niemcy          | 2009  | 362d 1h 50m     | Sojuz TMA-13M (Ekspedycja 40/Ekspedycja 41), Sojuz MS-09 (Ekspedycja 56/57) |
| Andreas Mogensen        | Dania           | 2009  | 9d 20h 14m      | Sojuz TMA-18M/16M, SpaceX Crew-7 (lot planowany)                            |
| Luca Parmitano          | Włochy          | 2009  | 366d 23h 1m     | Sojuz TMA-09M (Ekspedycja 36/37), Sojuz MS-13 (Ekspedycja 60/61)            |
| Thomas Pesquet          | Francja         | 2009  | 396d 11h 34m    | Sojuz MS-03 (Ekspedycja 50/51), SpaceX Crew-2 (Ekspedycja 65/66)            |
| Matthias Maurer         | Niemcy          | 2015  | 176d 2h 39m     | SpaceX Crew-3 (Ekspedycja 66/67)                                            |
| Sophie Adenot           | Francja         | 2022  |                 |                                                                             |
| Pablo Álvarez Fernández | Hiszpania       | 2022  |                 |                                                                             |
| Rosemary Coogan         | Wielka Brytania | 2022  |                 |                                                                             |
| Raphaël Liégeois        | Belgia          | 2022  |                 |                                                                             |
| Marco Alain Sieber      | Szwajcaria      | 2022  |                 |                                                                             |

Obecni członkowie korpusu odbywają loty kosmiczne na ISS. Spośród nich najwięcej czasu w kosmosie spędził francuski astronauta Thomas Pesquet: 396 dni, 11 godzin i 34 minuty. Jest to obecnie rekord czasu pobytu w kosmosie wśród wszystkich europejskich astronautów. Astronautka Samantha Cristoforetti spędziła 370 dni, 5 godzin i 45 minut w kosmosie; do 2017 roku należał do niej rekord długości lotu kosmicznego kobiety.

### Nabór w 2009
3 kwietnia 2008 r. dyrektor generalny ESA Jean-Jacques Dordain ogłosił rekrutację do nowej klasy europejskich astronautów. Ostateczna selekcja miała miejsce wiosną 2009 r. Spośród prawie 10 000 osób kandydujących na astronautów, 8413 spełniło wstępne kryteria aplikacyjne. Spośród nich 918 zostało wybranych do pierwszego etapu testów psychologicznych, w wyniku którego 24 września 2008 r. wyłoniono 192 kandydatów. Po dwuetapowych testach psychologicznych pozostało 80 kandydatów, których w styczniu i lutym 2009 poddano ocenie medycznej. Około 40 kandydatów dostało się na formalne rozmowy kwalifikacyjne na nowych członków Europejskiego Korpusu Astronautów.

### Nabór w 2022
W latach 2021–2022 odbyła się kolejna rekrutacja, w wyniku której wybrano pięciu astronautów zawodowych, a także po raz pierwszy rezerwową pulę 11 kandydatów na astronautów. Wybrano także „paraastronautę”, osobę z niepełnosprawnością fizyczną, aby zbadać możliwości uczestnictwa takich osób w misjach kosmicznych. Dwaj z astronautów rezerwowych stali się później „astronautami projektowymi”, przydzielonymi do zrealizowania z ramienia ESA konkretnej misji kosmicznej.
| Płeć, imię i nazwisko       | Państwo         | Uwagi                 | Czas w kosmosie | Misje           |
| --------------------------- | --------------- | --------------------- | --------------- | --------------- |
| John McFall                 | Wielka Brytania | Paraastronauta        |                 |                 |
| Meganne Christian           | Wielka Brytania | Astronautka rezerwowa |                 |                 |
| Anthea Comellini            | Włochy          | Astronautka rezerwowa |                 |                 |
| Sara Garcia Alonso          | Hiszpania       | Astronautka rezerwowa |                 |                 |
| Andrea Patassa              | Włochy          | Astronauta rezerwowy  |                 |                 |
| Carmen Possnig              | Austria         | Astronautka rezerwowa |                 |                 |
| Arnaud Prost                | Francja         | Astronauta rezerwowy  |                 |                 |
| Amelie Schoenenwald         | Niemcy          | Astronautka rezerwowa |                 |                 |
| Aleš Svoboda                | Czechy          | Astronauta rezerwowy  |                 |                 |
| Sławosz Uznański-Wiśniewski | Polska          | Astronauta projektowy | 20d 2h 59m      | Axiom Mission 4 |
| Marcus Wandt                | Szwecja         | Astronauta projektowy | 21d 15h 41m     | Axiom Mission 3 |
| Nicola Winter               | Niemcy          | Astronautka rezerwowa |                 |                 |

Finansowanie Międzynarodowej Stacji Kosmicznej przez NASA i Rosję ma zakończyć się w 2030 roku. Dzięki zaangażowaniu w budowę statku Orion, ESA otrzyma trzy możliwości lotów dla europejskich astronautów do przyszłej stacji Gateway.

## Byli członkowie
Niektórzy astronauci włączeni w 1998 r. do Europejskiego Korpusu Astronautów zostali wybrani wcześniej przez narodowe agencje kosmiczne.
| Imię i nazwisko                    | Państwo         | Nabór       | Czas w kosmosie | Misje                                                                    |
| ---------------------------------- | --------------- | ----------- | --------------- | ------------------------------------------------------------------------ |
| Hans Schlegel                      | Niemcy          | 1987 (DLR)  | 22d 18h 01m     | STS-55, STS-122                                                          |
| André Kuipers                      | Holandia        | 1998        | 203d 15h 50m    | Sojuz TMA-4/3, Sojuz TMA-03M (Ekspedycja 30/31)                          |
| Christer Fuglesang                 | Szwecja         | 1992        | 26d 17h 37m     | STS-116, STS-128                                                         |
| Léopold Eyharts                    | Francja         | 1990 (CNES) | 68d 21h 28m     | Sojuz TM-27/26, STS-122/123 (Ekspedycja 16)                              |
| Jean-François Clervoy              | Francja         | 1998        | 28d 03h 04m     | STS-66, STS-84, STS-103                                                  |
| Maurizio Cheli                     | Włochy          | 1992        | 15d 17h 41m     | STS-75                                                                   |
| Pedro Duque                        | Hiszpania       | 1992        | 18d 18h 46m     | STS-95, Sojuz TMA-3/2                                                    |
| Reinhold Ewald                     | Niemcy          | 1990 (DLR)  | 19d 16h 34m     | Sojuz TM-25/24                                                           |
| Dirk Frimout                       | Belgia          | 1985        | 8d 22h 9m       | STS-45                                                                   |
| Umberto Guidoni                    | Włochy          | 1989 (ASI)  | 27d 15h 10m     | STS-75, STS-100                                                          |
| Claudie Haigneré née André-Deshays | Francja         | 1985 (CNES) | 25d 14h 22m     | Sojuz TM-24/23, Sojuz TM-33/32                                           |
| Jean-Pierre Haigneré               | Francja         | 1985 (CNES) | 209d 12h 24m    | Sojuz TM-17/16, Sojuz TM-29 (Mir EO-27)                                  |
| Ulf Merbold                        | Niemcy          | 1978        | 49d 21h 36m     | STS-9, STS-42, Sojuz TM-20/19 (Euromir 94)                               |
| Marianne Merchez                   | Belgia          | 1992        | 0               | Nie odbyła lotu                                                          |
| Ernst Messerschmid                 | Niemcy          | 1982 (DLR)  | 7d 00h 44m      | STS-61-A                                                                 |
| Paolo Nespoli                      | Włochy          | 1998        | 313d 02h 36m    | STS-120, Soyuz TMA-20 (Ekspedycja 26/27), Sojuz MS-05 (Ekspedycja 52/53) |
| Claude Nicollier                   | Szwajcaria      | 1978        | 42d 12h 03m     | STS-46, STS-61, STS-75, STS-103                                          |
| Wubbo Ockels                       | Holandia        | 1978        | 7d 00h 44m      | STS-61-A                                                                 |
| Philippe Perrin                    | Francja         | 1990 (CNES) | 13d 20h 35m     | STS-111                                                                  |
| Thomas Reiter                      | Niemcy          | 1992        | 350d 05h 35m    | Sojuz TM-22 (Mir EO-20), STS-121/116 (Ekspedycja 13/14)                  |
| Gerhard Thiele                     | Niemcy          | 1987 (DLR)  | 11d 05h 38m     | STS-99                                                                   |
| Michel Tognini                     | Francja         | 1985 (CNES) | 18d 17h 45m     | Sojuz TM-15/14, STS-93                                                   |
| Frank De Winne                     | Belgia          | 1998        | 198d 17h 34m    | Sojuz TMA-1/TM-34, Sojuz TMA-15 (Ekspedycja 20/21)                       |
| Roberto Vittori                    | Włochy          | 1998        | 35d 12h 26m     | Sojuz TM-34/33, Sojuz TMA-6/5, STS-134                                   |
| Timothy Peake                      | Wielka Brytania | 2009        | 185d 22h 11m    | Sojuz TMA-19M (Ekspedycja 46/47)                                         |

## Europejscy astronauci w programie wahadłowców STS
| Imię i nazwisko       | Nazwa misji    | Lot      | Data startu | Data powrotu | Stanowisko          |
| --------------------- | -------------- | -------- | ----------- | ------------ | ------------------- |
| Ulf Merbold           | Spacelab-1     | STS-9    | 28.11.1983  | 8.12.1983    | specjalista ładunku |
| Wubbo Ockels          | Spacelab-D1    | STS-61-A | 30.10.1985  | 6.11.1985    | specjalista ładunku |
| Ulf Merbold           | Spacelab IML-1 | STS-42   | 22.01.1992  | 30.01.1992   | specjalista ładunku |
| Dirk Frimout          | STS-45         | STS-45   | 24.03.1992  | 2.04.1992    | specjalista ładunku |
| Claude Nicollier      | STS-46         | STS-46   | 31.07.1992  | 8.08.1992    | specjalista misji   |
| Hans Schlegel         | Spacelab-D2    | STS-55   | 26.04.1993  | 6.05.1993    | specjalista ładunku |
| Claude Nicollier      | Hubble SM-1    | STS-61   | 2.12.1993   | 13.12.1993   | specjalista misji   |
| Jean-François Clervoy | STS-66         | STS-66   | 3.11.1994   | 14.11.1994   | specjalista misji   |
| Maurizio Cheli        | STS-75         | STS-75   | 22.02.1996  | 9.03.1996    | specjalista misji   |
| Claude Nicollier      | STS-75         | STS-75   | 22.02.1996  | 9.03.1996    | specjalista misji   |
| Pedro Duque           | STS-95         | STS-95   | 29.10.1998  | 7.11.1998    | specjalista misji   |
| Jean-François Clervoy | Hubble SM-3A   | STS-103  | 20.12.1999  | 28.12.1999   | specjalista misji   |
| Claude Nicollier      | Hubble SM-3A   | STS-103  | 20.12.1999  | 28.12.1999   | specjalista misji   |
| Gerhard Thiele        | STS-99         | STS-99   | 11.02.2000  | 22.02.2000   | specjalista misji   |

## Misje na stację kosmiczną Mir
Astronauci z Europy latali na Mir zarówno na pokładzie pojazdów Sojuz (w ramach programu Euromir), jak i na pokładzie wahadłowców kosmicznych (w programie Shuttle-Mir).
| Imię i nazwisko       | Nazwa misji | Lot (tam/z powrotem)    | Data startu | Data powrotu |
| --------------------- | ----------- | ----------------------- | ----------- | ------------ |
| Michel Tognini        | Antarès     | Sojuz TM-15/Sojuz TM-14 | 27.07.1992  | 10.08.1992   |
| Jean-Pierre Haigneré  | Altair      | Sojuz TM-17/Sojuz TM-16 | 1.07.1993   | 22.07.1993   |
| Ulf Merbold           | Euromir '94 | Sojuz TM-20/Sojuz TM-19 | 3.10.1994   | 4.11.1994    |
| Thomas Reiter         | Euromir '95 | Sojuz TM-22             | 3.09.1995   | 29.02.1996   |
| Claudie André-Deshays | Cassiopée   | Sojuz TM-24/Sojuz TM-23 | 17.08.1996  | 2.09.1996    |
| Reinhold Ewald        | Mir '97     | Sojuz TM-25/Sojuz TM-24 | 10.02.1997  | 2.03.1997    |
| Léopold Eyharts       | Pégase      | Sojuz TM-27/Sojuz TM-26 | 29.01.1998  | 19.02.1998   |
| Jean-Pierre Haigneré  | Perseus     | Sojuz TM-29             | 20.02.1999  | 28.08.1999   |

## Misje na Międzynarodową Stację Kosmiczną
Europejscy astronauci, którzy odwiedzili ISS to:
| Imię i nazwisko             | Agencja          | Nazwa misji | Lot (tam/z powrotem)        | Ekspedycja       | Data startu | Data powrotu | Uwagi                                                                                               |
| --------------------------- | ---------------- | ----------- | --------------------------- | ---------------- | ----------- | ------------ | --------------------------------------------------------------------------------------------------- |
| Umberto Guidoni             | ESA              |             | STS-100                     | Ekspedycja 2     | 19.04.2001  | 1.05.2001    | Lot 6A z MPLM Raffaello                                                                             |
| Claudie Haigneré            | CNES             | Andromède   | Sojuz TM-33/Sojuz TM-32     | Ekspedycja 3     | 21.10.2001  | 31.10.2001   | |
| Roberto Vittori             | ESA              | Marco Polo  | Sojuz TM-34/\|Sojuz TM-33   | Ekspedycja 4     | 25.04.2002  | 5.05.2002    | |
| Philippe Perrin             | CNES             |             | STS-111                     | Ekspedycja 4/5   | 5.06.2002   | 19.06.2002   | Lot UF-2 w ramach budowy ISS                                                                        |
| Frank De Winne              | ESA              | Odissea     | Sojuz TMA-1/Sojuz TM-34     | Ekspedycja 5     | 30.10.2002  | 10.11.2002   | |
| Pedro Duque                 | ESA              | Cervantes   | Sojuz TMA-3/Sojuz TMA-2     | Ekspedycja 7/8   | 18.10.2003  | 28.10.2003   | |
| André Kuipers               | ESA              | DELTA       | Sojuz TMA-4/Sojuz TMA-3     | Ekspedycja 8/9   | 19.04.2004  | 30.04.2004   | |
| Roberto Vittori             | ESA              | Eneide      | Sojuz TMA-6/\|Sojuz TMA-5   | Ekspedycja 10/11 | 15.04.2005  | 24.04.2005   | |
| Thomas Reiter               | ESA              | Astrolab    | STS-121/\|STS-116           | Ekspedycja 13/14 | 4.07.2006   | 22.12.2006   | Lot ULF 1.1 w ramach budowy ISS, pierwszy Europejczyk pełniący funkcję inżyniera lotu na ISS        |
| Christer Fuglesang          | ESA              | Celsius     | STS-116                     | Ekspedycja 14    | 10.12.2006  | 22.12.2006   | Lot 12A.1 w ramach budowy ISS                                                                       |
| Paolo Nespoli               | ESA              | Esperia     | STS-120                     | Ekspedycja 16    | 23.10.2007  | 7.11.2007    | Lot 10A w ramach budowy ISS                                                                         |
| Hans Schlegel               | ESA              | Columbus    | STS-122                     | Ekspedycja 16    | 7.02.2008   | 20.02.2008   | Lot 1E w ramach budowy ISS                                                                          |
| Léopold Eyharts             | ESA              | Columbus    | STS-122/\|STS-123           | Ekspedycja 16    | 7.02.2008   | 27.03.2008   | Lot 1E w ramach budowy ISS, drugi Europejczyk będący inżynierem lotu na stacji                      |
| Frank De Winne              | ESA              | OasISS      | Sojuz TMA-15                | Ekspedycja 20/21 | 27.05.2009  | 1.12.2009    | Inżynier lotu Ekspedycji 20, dowódca Ekspedycji 21 (pierwszy z Europy)                              |
| Christer Fuglesang          | ESA              | AlISSé      | STS-128                     | Ekspedycja 20    | 29.08.2009  | 12.09.2009   | Lot 17A w ramach budowy ISS                                                                         |
| Paolo Nespoli               | ESA              | MagISStra   | Sojuz TMA-20                | Ekspedycja 26/27 | 15.12.2010  | 24.05.2011   | Inżynier lotu w Ekspedycji 26 i 27                                                                  |
| Roberto Vittori             | ESA              | DAMA        | STS-134                     | Ekspedycja 27/28 | 16.05.2011  | 1.06.2011    | |
| André Kuipers               | ESA              | PromISSe    | Sojuz TMA-03M               | Ekspedycja 30/31 | 21.12.2011  | 1.07.2012    | Inżynier lotu w Ekspedycji 30 i 31                                                                  |
| Luca Parmitano              | ESA              | Volare      | Sojuz TMA-09M               | Ekspedycja 36/37 | 28.05.2013  | 11.11.2013   | Inżynier lotu w Ekspedycji 36 i 37, pierwszy astronauta z naboru z 2009 w kosmosie                  |
| Alexander Gerst             | ESA              | Blue Dot    | Sojuz TMA-13M               | Ekspedycja 40/41 | 28.05.2014  | 10.11.2014   | Inżynier lotu w Ekspedycji 40 i 41                                                                  |
| Samantha Cristoforetti      | ESA              | Futura      | Sojuz TMA-15M               | Ekspedycja 42/43 | 23.11.2014  | 11.06.2015   | Inżynierka lotu w Ekspedycji 42 i 43, najdłuższy nieprzerwany lot europejskiej astronautki          |
| Andreas Mogensen            | ESA              | IrISS       | Sojuz TMA-18M/Sojuz TMA-16M | Ekspedycja 44    | 2.09.2015   | 12.09.2015   | |
| Timothy Peake               | ESA              | Principia   | Sojuz TMA-19M               | Ekspedycja 46/47 | 15.12.2015  | 18.06.2016   | Inżynier lotu w Ekspedycji 46 i 47                                                                  |
| Thomas Pesquet              | ESA              | Proxima     | Sojuz MS-03                 | Ekspedycja 50/51 | 17.11.2016  | 16.05.2017   | Inżynier lotu w Ekspedycji 50 i 51                                                                  |
| Paolo Nespoli               | ESA              | Vita        | Sojuz MS-05                 | Ekspedycja 52/53 | 28.07.2017  | 14.12.2017   | Inżynier lotu w Ekspedycji 52 i 53                                                                  |
| Alexander Gerst             | ESA              | Horizons    | Sojuz MS-09                 | Ekspedycja 56/57 | 6.06.2018   | 20.12.2018   | Inżynier lotu w Ekspedycji 56, dowódca Ekspedycji 57                                                |
| Luca Parmitano              | ESA              | Beyond      | Sojuz MS-13                 | Ekspedycja 60/61 | 20.07.2019  | 6.02.2020    | Inżynier lotu w Ekspedycji 60, dowódca Ekspedycji 61                                                |
| Thomas Pesquet              | ESA              | Alpha       | SpaceX Crew-2               | Ekspedycja 65/66 | 23.04.2021  | 9.11.2021    | Inżynier lotu w Ekspedycji 65, dowódca stacji pod koniec Ekspedycji 65 i na początku Ekspedycji 66. |
| Matthias Maurer             | ESA              | Cosmic Kiss | SpaceX Crew-3               | Ekspedycja 66/67 | 11.11.2021  | 6.05.2022    | Inżynier lotu w Ekspedycji 66                                                                       |
| Samantha Cristoforetti      | ESA              | Minerva     | SpaceX Crew-4               | Ekspedycja 67/68 | 27.04.2022  | 14.10.2022   | Inżynierka lotu w Ekspedycji 67, dowódczyni pierwszej części Ekspedycji 68                          |
| Andreas Mogensen            | ESA              | Huginn      | SpaceX Crew-7               | Ekspedycja 69/70 | 26.08.2023  | 12.03.2024   | Pierwszy astronauta spoza USA, który pilotował amerykański statek kosmiczny                         |
| Marcus Wandt                | ESA (projektowy) | Muninn      | Axiom Mission 3             | odwiedzający     | 18.01.2024  | 9.02.2024    | Pierwszy europejski astronauta projektowy, wysłany w ramach prywatnej misji                         |
| Sławosz Uznański-Wiśniewski | ESA (projektowy) | Ignis       | Axiom Mission 4             | odwiedzający     | 25.06.2025  | 15.07.2025   | Drugi europejski astronauta projektowy                                                              |

## Przyszłe misje na Międzynarodową Stację Kosmiczną
Przyszli europejscy astronauci na ISS to:
| Imię i nazwisko | Agencja          | Misja   | Lot            | Ekspedycja       | Data startu        | Data powrotu | Uwagi |
| --------------- | ---------------- | ------- | -------------- | ---------------- | ------------------ | ------------ | ----- |
| Sophie Adenot   | ESA              | Epsilon | SpaceX Crew-12 | Ekspedycja 74/75 | II kwartał 2026 r. |              |       |
| Aleš Svoboda    | ESA (projektowy) |         |                | odwiedzający     | 2027?              |              |       |

## Europejscy astronauci spoza ESA

### Interkosmos
Dziesięcioro Europejczyków poleciało w kosmos w ramach radzieckiego programu Interkosmos, który umożliwił obywatelom sprzymierzonych krajów udział w misjach na stacje kosmiczne Salut 6, Salut 7 i Mir.
- Aleksandyr Aleksandrow
- Jean-Loup Chrétien
- Bertalan Farkas
- Mirosław Hermaszewski
- Georgi Iwanow
- Sigmund Jähn
- Dumitru Prunariu
- Vladimír Remek
- Helen Sharman
- Franz Viehböck

### Misje wahadłowców STS
Astronauci z Europy latali także wahadłowcami kosmicznymi NASA, głównie jako specjaliści od ładunku w misjach naukowych, takich jak Spacelab. Własne grupy astronautów zorganizowały w szczególności francuska agencja CNES i niemiecka DLR. Następujący astronauci spoza ESA uczestniczyli w różnych misjach wahadłowca (astronauci z korpusu ESA są wymienieni powyżej).
- Patrick Baudry (CNES)
- Jean-Jacques Favier (CNES)
- Reinhard Furrer (DLR)
- Łeonid Kadeniuk (DKAU)
- Franco Malerba (ASI)
- Ulrich Walter (DLR)

### Stacja kosmiczna Mir
Następujący astronauci polecieli na misje do stacji kosmicznej Mir na mocy porozumień między swoimi państwami a Rosją.
- Klaus-Dietrich Flade
- Ivan Bella